# 김정철 (영화 감독)
김정철(1946년 10월 10일 ~ )은 대한민국의 영화 배우, 영화 감독이다.

## 생애
연극 공연 중에 김기영 감독에게 픽업돼 《여여여》 라는 옴니버스영화에 데뷔를 한 뒤, 《이어도》, 《흙》, 《살인나비를 쫓는 여자》, 《수녀》 등 김기영 감독의 모든 작품에 주인공으로 출연을 하여 한때는 김기영 감독의 전속배우라는 소문까지 있었다.
정인엽 감독의 “종점”이라는 영화에 장미희와 함께 출연을 하게 되면서, 이상준 감독의 “그대가 있어야 할 자리” 김영한감독의 “목없는 여 살인마” 곽지균감독의 “겨울 나그네” 등 50여 편의 영화에 주 조연으로 출연을 했다.
88올림픽을 앞두고 87년 영화법이 바뀌자, 지인들의 권유로 동 인제를 만들어 자작 시나리오 “누가 이불을 끄랴!” 로 감독으로 전향 “노란손수건” “마지막시도” “여자가 타락하는 이유” 등 수십 편의 영화를 감독했다.
2013년 현재 “목련”이라는 타이틀로 육영수의 일대기를 영화화 하기위한 크랭크인을 준비하고 있다.

## 출연작
- 여여여(옴니버스영화/김기영편/장님역/조연)
- 육체의 약속(김지연작/김기영감독/김철역/조연)
- 파계(하유상작/김기영감독/지산스님역/조연)
- 이어도(이청준작/김기영감독/선우현역/주연)
- 흙(이광수작/김기영감독/허숭역/주연)
- 수녀(김용진작/김기영감독/김기형역/주연)
- 살인나비를 쫓는여자(김성일작/김기영감독/김영걸/주연)
- 종점(이병주작/정인엽감독/안상현역/주연)
- 나신들(나영균각본,감독/연하일역/주연)
- 그대있어야할 자리(이상준각본,감독/김상호역/주연)
- 목없는 미녀(김영한각본,감독/주연)
- 겨울나그네(곽지균감독/허버트역/조연)
- 밤의찬가(김호선감독)
- 아스팔트의 돈키호테(석래명감독)하늘가는 밝은길(김성호감독)화평의길(강대진감독)자유부인(박호태감독)등...50여편 주, 조연.

## 연출작품
- 노란손수건(박준규/홍여진 주연)
- 마지막시도(독고영재/허준호/노현정 주연)
- 여자가타락하는이유(소비아/민복기/유영국)
- 엘로우하우스(유혜정/소비아/신성하)외 10여편